# 渡邊久惠
渡邊 久惠（わたなべ ひさえ、1992年4月11日 - ）は、日本の元女子バレーボール選手。

## 来歴
埼玉県川越市出身。3人姉弟の長女（弟が2人いる）。小学校2年のときに友人に誘われてバレーボールを始める。
川越市立富士見中学校を経て川越市立川越高等学校に進学。
2011年、東北福祉大学に進学。同学バレーボール部在籍時には、東北大学バレーボールリーグ戦や全日本インカレで活躍。同学バレーボール部監督の佐藤伊知子は渡邊を「大エース」と評した。
2013年10月6〜13日に渡って中国の天津で開催された第6回東アジア競技大会の代表メンバー11名に選出。主に途中出場で起用され、主に攻撃面で存在感を見せ、日本チームの2位入賞に貢献した。
2014年7月2日から香港で開催される2014東アジア地区女子選手権大会の代表メンバー12名に選出。全5試合中1試合にスターティングメンバーとして出場。随所で途中出場し、主に攻撃面で日本チームの優勝に貢献した。
2015年1月、日立リヴァーレへの入団内定が発表。同月に行われた2014/15Vプレミアリーグ（東レアローズ戦）でVリーグデビューを飾った。シーズン後半にレギュラーに抜擢されると攻守に渡って活躍を見せた。
2015年7月3〜5日に渡り埼玉県の深谷ビッグタートルおよび岡山県の桃太郎アリーナで開催された2015Ｖ・サマーリーグの東部大会においてフレッシュスター賞（Vプレミアリーグ）を受賞する活躍をみせ、日立リヴァーレの優勝に貢献した。
2017年5月2〜7日に渡り開催された第66回黒鷲旗全日本男女選抜バレーボール大会でベスト6を受賞。
2020年3月4日、日立リヴァーレからの退団と現役引退が発表された。

## 選手としての特徴
- 佐藤美弥は「ブロックが2枚来ても決めきることができる、安心感をチームに与えてくれていると思う」、監督の多治見麻子は「コートの中でも外でも声を出してチームを盛り上げてくれて頼もしい」と語っている[18]。

## 人物・エピソード
- 小学生6年生のときに少しだけバスケットボールをやっていた[2]。

## 所属チーム
- さいたま市立大谷小学校（若葉JVC）[2]
- 川越市立富士見中学校[2]
- 市立川越高等学校[1]
- 東北福祉大学[1]
- 日立リヴァーレ #9（2015-2020年）

## 球歴
ユニバーシアード代表 
- 2013年 第6回東アジア競技大会：2位[6]
- 2014年 東アジア地区バレーボール選手権大会：優勝

## 受賞歴
- 2014年 第44回東北大学リーグ戦：ブロック賞（2位）/ サーブ賞（1位）/ 最優秀選手賞[4]
- 2015年 V・サマーリーグ東部大会：フレッシュスター賞[12]
- 2017年 第66回黒鷲旗全日本選抜大会：ベスト6[13]
- 2019年 第68回黒鷲旗全日本選抜大会：敢闘賞 / ベスト6[19][20][21]

## 個人成績
V.LEAGUEの個人成績は下記の通り。
| 大会         | チーム      | 出場     | 出場        | アタック | アタック | アタック | アタック | バックアタック | バックアタック | バックアタック | バックアタック | アタック 決定本数 | ブロック | ブロック       | サーブ | サーブ         | サーブ   | サーブ | サーブ | サーブ   | サーブレシーブ | サーブレシーブ | サーブレシーブ | サーブレシーブ | 総得点      | 総得点      | 総得点   | 総得点      |
| ------------ | ----------- | -------- | ----------- | -------- | -------- | -------- | -------- | -------------- | -------------- | -------------- | -------------- | ----------------- | -------- | -------------- | ------ | -------------- | -------- | ------ | ------ | -------- | -------------- | -------------- | -------------- | -------------- | ----------- | ----------- | -------- | ----------- |
| 大会         | チーム      | 試 合 数 | セ ッ ト 数 | 打 数    | 得 点    | 失 点    | 決 定 率 | 打 数          | 得 点          | 失 点          | 決 定 率       | セ ッ ト 平 均    | 得 点    | セ ッ ト 平 均 | 打 数  | ノ 丨 タ ッ チ | エ 丨 ス | 失 点  | 効 果  | 効 果 率 | 受 数          | 成 功 ・ 優    | 成 功 ・ 良    | 成 功 率       | ア タ ッ ク | ブ ロ ッ ク | サ 丨 ブ | 得 点 合 計 |
| V1 2019-20   | 日立        | 23       | 52          | 627      | 215      | 27       | 34.3     | 87             | 23             | 7              | 26.4           | 4.13              | 5        | 0.10           | 152    | 3              | 1        | 7      | 47     | 9.2      | 4              | 1              | 3              | 62.5           | 215         | 5           | 4        | 224         |
| V1 2018-19   | 日立        | 27       | 97          | 1205     | 399      | 47       | 33.1     | 195            | 61             | 8              | 31.3           | 4.11              | 11       | 0.11           | 302    | 2              | 9        | 21     | 99     | 10.1     | 2              | 1              | 0              | 50.0           | 399         | 11          | 11       | 421         |
| V1 2017-18   | 日立        | 12       | 22          | 288      | 95       | 16       | 33.0     | 34             | 8              | 3              | 23.5           | 4.32              | 2        | 0.09           | 72     | 0              | 5        | 8      | 22     | 11.8     | 0              | 0              | 0              | -              | 95          | 2           | 5        | 102         |
| V1 2016-17   | 日立        | 25       | 83          | 1152     | 425      | 62       | 36.9     | 214            | 64             | 24             | 29.9           | 5.12              | 6        | 0.07           | 279    | 9              | 5        | 33     | 84     | 12.2     | 3              | 1              | 0              | 33.3           | 425         | 6           | 14       | 445         |
| 第9回 皇后杯 | 日立        | 2        | 6           | 98       | 29       | 7        | 29.6     | 9              | 1              | 0              | 11.1           | 4.83              | 3        | 0.50           | 20     | 1              | 0        | 3      | 6      | 8.8      | 0              | 0              | 0              | -              | 29          | 3           | 1        | 33          |
| V1 2015-16   | 日立        | 23       | 82          | 973      | 328      | 48       | 33.7     | 171            | 50             | 9              | 29.2           | 4.00              | 20       | 0.24           | 259    | 1              | 6        | 16     | 106    | 12.5     | 61             | 26             | 0              | 42.6           | 328         | 20          | 7        | 355         |
| V1 2014-15   | 日立        | 10       | 28          | 234      | 62       | 12       | 26.5     | 37             | 9              | 2              | 24.3           | 2.21              | 3        | 0.11           | 98     | 1              | 1        | 8      | 31     | 9.7      | 96             | 52             | 0              | 54.2           | 62          | 3           | 2        | 67          |
| 通算：7大会  | 通算：7大会 | 122      | 370         | 4577     | 1553     | 219      | 33.9     | 747            | 216            | 53             | 28.9           | 4.20              | 50       | 0.14           | 1182   | 17             | 27       | 96     | 395    | 10.0     | 166            | 81             | 3              | 49.7           | 1553        | 50          | 44       | 1647        |

## 出演
YouTube 
- V.LEAGUE Official Channel『DAZNアタックタイムチャレンジ #日立リヴァーレ』（2019年2月14日）

 雑誌 
- 日本文化出版『V.LEAGUE WOMEN チームの顔 2019-20「日立リヴァーレ 主力対談 窪田美侑×渡邊久惠×小野寺友香」』（2019年10月12日）